# عمر بن سعود الكبير
عمر بن سعود الكبير هو عمر بن سعود الكبير بن عبد العزيز بن محمد بن سعود بن مقرن آل سعود أحد أمراء ذلك الجيل من الأسرة السعودية التي حكمة نجد وتعرض للاختبارات والمحن بقسوة التي تعرضت لها الدولة السعودية الأولى حيث ولد ونشأ في السنوات الأخيرة من عهد الدولة السعودية الأولى التي كانت آنذاك في أوج مجدها وتوسعها، وايضاً شاهدها وهي تتدمر تحت قصف المدافع الذي قام به جيش إبراهيم باشا الغازي.

## سيرة عمر بالمصادر التاريخية
ليست هُناك أية إشارة في المصادر التاريخية المعاصرة عن عمر سوى ما ذكرة ابن بشر في وصفة لحصار الدرعية، فهو لم ينعم بالأمان والسيادة والسلطة ألقية على كاهله مع إخوته تركه مثقلة بالعناء للعمل على إعادى النفوذ والنجاح السعودي إلي سابق عهده وذلك تحت عين وبصر قوات الاحتلال العثمانية المنتشرة، ولم يطالب عمر بأن يكون أحد زعماء الأسرة، وأن كان يحق له بذلك بوصفه أبناً للإمام سعود الثاني (سعود الكبير)، وعند وفاة والده أصبح أخاه عبد الله إماماً، وكان عمر ضابطاً في جيش الامام عبدالله واشترك في القتال الذي دار أثناء الحصار لمدينة الدرعية عام 1233هـ / 1818م. و قام مع إخوانه بالدفاع عن الدرعية ببسالة وأقدام.
لقد كان للإمام عبد الله أحد عشر أخاً مات نهم ثلاثة خلال اندلاع القتال حول الدرعية، وبعد انتها القتال أرسل الإمام عبد الله إلى القاهرة ثم إسطنبول حيث تم إعدامه، كذلك تم إرسال عمر وأخوانه وأهل عشيرته إلى مصر، وقد تمكن أثنين من أخواته وهما مشاري وزيد من الهروب أثناء سفرهم، أما عمر فلم يعلم عنه أحد شيئاً، هل وصل إلى القاهرة أم توفى في الطريق أو هرب؟ لا أحد يعلم.

## الأبحاث الأثرية والقصر
- أجريت الأبحاث الأثرية عن قصر عمر بالدرعية خلال عام 1408هـ/1988م، وكان الهدف من هذه الأبحاث هو القيام بتحديد أجزاء الجدران الأعمدة التي لم تعد موجودة وتحديد منسوب الأرضية لمختلف الحجرات والهدف من ذلك إعادة ترميمه مع بقية القصور والبيوت في حي طريف بالدرعية (أعد لإقامة الأسرة وحاشيتهم حيث اتخذوا الدرعية عاصمة لهم وأصبحت تتمتع بنفوذ قوي في أنحاء نجد)
- وجود العديد من بؤر الرماد نتيجة الدمار الذي الحقته النيران بالمباني اثناء حصار الدرعية عام 1233هـ/1818م، والعثور على شظايا القذائف، وبعض أكواب ماء الشرب المعدنية، ويد هاون، وبعض ادوات الطبخ، وكماشة من حديد.[3]

### موقع القصر
يقع قصر عمر في مكان مميز في أعلى سطح الجزء الجنوبي من الدرعية بموقع يمكن المقيمين بالقر من رؤية الوادي والمدينة الواقعة بالطرف الآخر.

### مكونات القصر
- يتكون من خمسة أضلاع وهو مبني حول فناء مربع الشكل تقريباً، ويتكون من طابقين، ويقع المدخل الرئيسي بالركن الجنوبي الغربي، ويفتح على غرفة فسيحة وكبيرة كانت تستخدم كمجلس، والمدخل يتصل مع الفناء الذي يستخدم كمساحة رئيسية خلوية خاصة بالمقيمين بالقصر، ويفصلها عن المدخل جدار ساتر، والمجلس هو الغرفة الوحيدة بالقصر التي تختلف عن الشكل المستطيل كبقية الغرف، ويتصل المدخل بالفناء الذي خُصص كمساحة رئيسية خاصة بالمقيمين بالقصر، وتوجد الغرف الكبيرة بالجهة الشرقية والغربية من الفناء، أما الغرفة المربعة المتوسطة الشكل الواقعة في الجهة الشمالية؛ فتُستخدم كستودع لحفظ التمور والحبوب، وكان يوجد السلم الرئيسي الذي يؤدي إلى السطح، وأما السلم الآخر كان مندمجاً في المساحة المغطاة من الفناء ويتصل بالطابق الأرضي والطابق الأول فقط، وكانت غرف الطابق الأول مماثلة في العمارة.
- إنشئ في غرفة المجلس الدور الأرضي سلم صغير للصعود إلى غرفة نوم الأمير، أما الغرف الأخرى الموجودة بالجوانب الشرقية والغربية والشمالية بالفناء كانت مخصصة كغرف نوم مختلف أفراد العائلة
- يوجد بالقصر برجين للحمام بالجانب الخارجي للجدران الخارجية، ويق أحدهما في منتصف الجدار الغربي، والآخر بالركن الشمالي الشرقي، ويمتاز البرج بالارتفاع وكشفة لكافة ارجاء الوادي مما جعل الحراس يستخدمونه بالمراقبة.[4]

## انظر ايضاً
- الدرعية
- الطريف
- الدولة السعودية الأولى

## وصلات خارجية
- الطريف.. تاريخ حاضر على ضفاف الوادي.. وآثار باقية.